# タマム・シュッド事件
タマム・シュッド事件（タマム・シュッドじけん、英: the Tamam Shud Case）、またはタマン・シュッド事件（英: the Taman Shud Case）は、1948年12月1日午前6時30分頃、オーストラリアの南オーストラリア州アデレードの南、グレネルグにあるソマートン公園（Somerton Park）の海岸で、身元不明の男性の遺体が発見された事件。
事件名は、遺体のズボンの隠しポケットから見つかった紙片に、ペルシア語で「終わった」「済んだ」という意味を表す語句「タマム・シュッド」（"Tamám Shud"）が記されていたことにちなんで名づけられた。この紙片は、11世紀のペルシアの詩集『ルバイヤート』のある版本から、最後の頁の語句を破り取ったものであることが判明している。遺体発見当初、グレネルグ在住の男性が、所有する車の後部座席にその本が置かれているのを発見し、警察の呼びかけに応じてその本を供出した。本には他に電話番号のような数字も記されていた。遺体で発見された男性は「ソマートン・マン」（the Somerton Man）の通称で呼ばれている。
オーストラリア国内で大々的に捜査が行われ、海外でも報道された。警察が遺体の身元特定の手掛かりを得るために資料を広く国外にも公開したうえ、外国政府機関にも協力を呼び掛けたためである。
発生当時から「オーストラリアの最も深い謎の1つ」とされ、推理の対象となってきた。
冷戦期の緊張が高まっていた時代に発生した事件であり、暗号めいた遺留品、特定できない毒物、正体不明の犠牲者、報われない恋愛劇の可能性等の様々な要因により、依然として事件に対する世間の関心は高い。

## 犠牲者

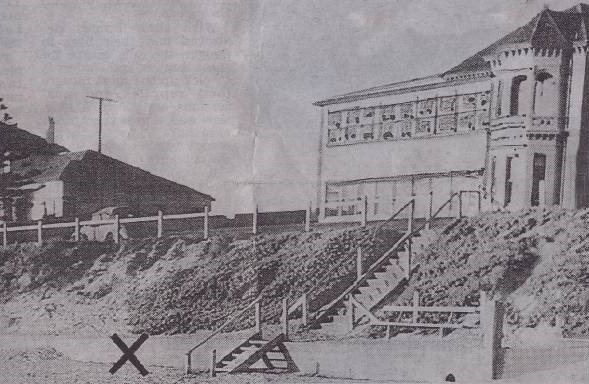
ソマートン公園の遺体発見現場。遺体が発見された場所に「X」印が付けられている。

1948年12月1日午前6時30頃、南オーストラリア州アデレードの約11km南、グレネルグのソマートン公園の海岸で男性の遺体が発見された。遺体は付近の障害児施設から続く砂浜の上に横たわっており、警察が検分したところでは、遺体の状態はあおむけで、頭は防波堤に向いており、両脚は伸ばされていたが足先は組まれた状態だった。死亡したのは眠っている間であると考えられた。新しいタバコが1本耳の裏に挟まっており、上着の襟の右側に頬で挟むような形で半分吸いかけのタバコがあった。ポケットを探ったところ、同じアデレード郊外のヘンリー・ビーチ行き列車の未使用の二等乗車券と、アデレードからの使用済みのバス乗車券、アルミ製の薄型の櫛、半分ほど中身が残っているジューシー・フルーツ社製のチューインガムの包み、半分ほどケンジタスブランドのタバコが入ったアーミー・クラブの箱（どちらもイギリスのタバコブランド）、4分の1ほど中身が残っているブライアント・アンド・メイ社製のマッチ箱が見つかった。
目撃者によると11月30日の夕方、遺体とよく似た男性が、遺体発見時と同じ場所に、同じ姿勢で横たわっているのを見かけたという。同日の午後7時頃にその男性を見たというカップルは、男性が右腕を上に伸ばしきってから、だらんと下ろすのを見たという。また街灯が点灯し始めた午後7時30分から8時頃の間に男性を見たという別のカップルは、男性が視界にあったその30分ほどの間、彼が動くところは見なかったが、姿勢は変わったような印象を受けたという。またそのカップルは男性が蚊に反応しないのを見て、死んでいるのではないかとも話し合ったが、やはり酔っ払いか寝ているものと思い、それ以上詮索しなかった。目撃者たちは、男性がいた場所は警察が検分した遺体発見場所と同じであるとも述べている。
アデレード大学の病理学者、ジョン・バートン・クレランド（Sir John Burton Cleland）助教授の調査によれば、男性は「イギリス人的な」容貌であり、およそ40歳から45歳と思われ、「肉体的には最高の健康状態」であったという。「身長は180 cm、瞳は榛色、頭髪は赤毛に近い金髪で、こめかみの周りに少し白髪が混じっている。肩幅は広くて腹周りは細く、両手と爪に手作業に従事していた兆候は見られない。両足のつま先の親指と小指は、ダンサーや普段から先の尖ったブーツを履いている者のように楔形になっており、ふくらはぎ上部の筋肉はバレエダンサーのように発達していた。これらの特徴は優性遺伝によるものかもしれないが、多くの中長距離走者に見られる特徴でもある。遺体の石膏取りを行った技士は陪審で「男性は踵が高く、先の尖った特異な種類の靴を日常的に履いていたのではないか」と証言した。ふくらはぎやつま先が女性に多く見られるような靴の形状による変形という特徴を持っていたからである。警察はそれよりも前に、この身体的特徴からストックマン（オーストラリアのカウボーイ）のブーツとの関連を考え、クイーンズランド州内のストックマンも捜査対象にしていた。男性が着用していた衣類は、白いシャツ、赤と青のネクタイ、茶色のズボン、靴下、靴、手編みのセーター、洗練された灰色と茶色のダブルの上着であった。衣類からタグ類は全て外されており、帽子や財布は身に着けていなかった（1948年当時、外で帽子を着用していない人は珍しかった）。髭はきれいに剃られており、身分証の類を携帯していなかったことから、警察は自殺と考えた。歯科記録にある歯型も、男性のものと一致する記録は一切見つからなかった。

## 検視
検視の結果、男性が死亡したのは12月1日の午前2時頃と推定された。
「心臓は、大きさやその他どこの点でも普通で、･･･通常は視認できない脳の細かい血管が鬱血により容易に視認出来た。咽頭には鬱血があり、食道は白濁した粘膜で表層が覆われており、中間部には小さな潰瘍片があった。胃は鬱血がひどく･･･十二指腸の下行部（第二部）にも鬱血がある。胃の中には血液が混じった食物もあった。両方の腎臓にも鬱血があり、肝臓は血管内に血液が過度に滞留していた。･･･脾臓は印象的な程大きく･･･ 通常の3倍程もあり･･･ 顕微鏡で見ると肝臓の小葉の中央が破壊されていることが判明した。 ･･･ 急性胃炎による出血や、肝臓から脾臓及び脳までの広い範囲に鬱血があった」
検視により、男性の最後の食事は死の3、4時間前に食べたパスティであることが明らかになったが、病理学者ドワイヤー博士（Dr. Dwyer）が行った検査では、遺体から薬物を検出することはできなかった。博士は自然死でないことを確信し、バルビツール酸系の毒物か、可溶性の睡眠薬の可能性を疑った。しかし毒物には大きな疑義も残っており、パスティに毒物が仕込まれていたとは考えられなかった。男性の身元や死因のみならず、誰も顔を見た者がいなかったため、遺体が11月30日の夕方にソマートン公園の海岸で生きているところを目撃された男性と同一人物であるのかさえ、検視官は結論を得られなかった。スコットランドヤードも事件の捜査を支援したが、成果はほとんどなかった。男性の写真や詳細な指紋が広く世界中に出回ったが、身元の判明にはつながらなかった。
警察が身元を特定できないため、遺体は1948年12月10日に防腐処理を施された。警察によれば、このような処置が必要になったのは分っている限りでは初めてのことであった。

## 身元について
遺体の身元の候補は、アデレードのタブロイド誌『アドバタイザー』が、1948年12月2日号の小さな記事で最初に報じた。記事は「浜辺で遺体発見」（Body found on Beach）という題で以下のように報じている。
「ペイナム・アーサー通りのE・C・ジョンソン（E. C. Johnson）氏、45歳頃と思われる遺体が昨朝、ソマートンの海岸の障害児施設の向かい側で発見された。遺体はソマートン・ホワイト通りのJ・ライオンズ氏（J. Lyons）により発見され、H・ストラングウェイ刑事（Detective H. Strangway）とJ・モス巡査（Constable J. Moss）が捜査に当たっている」

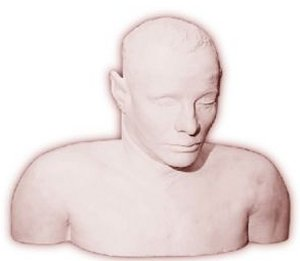
1949年に警察が型取りした身元不明男性の石膏像。

1948年12月3日にジョンソンが自ら歩いて警察に出頭し、生存を報告したため、遺体の身元候補から除外された。同じ日に『The News』誌が第1面に遺体の写真を掲載したことで、一般から遺体の身元に関する情報提供が増加することとなった。12月4日の内に警察は男性の指紋について、南オーストラリア州警察にある指紋の記録には合致するものがなく、州外にも捜査を広げなければならなくなったと発表した。12月5日、『アドバタイザー』誌は「警察が陸軍の記録をあたって、11月13日にグレネルグのホテルで遺体によく似た男性と酒を飲んでいたと通報のあった男を探している」と報じた。その酒の席で、その謎の男は"Solomonson" という名前の入った軍の年金カードを提示していたという。
遺体の身元については、以下のとおり他にも多くの通報があった。
1949年1月初め、2人の人物が遺体を63歳の元木こり、ロバート・ウォルシュ（Robert Walsh）であると断定した。この2人以外にもう1人、ジェームズ・マック（James Mack）も当初は遺体が誰か分らなかったが、その1時間後には警察に連絡し、やはりロバート・ウォルシュであると断定した。マックは最初遺体を見た時に誰か分らなかった理由について髪の色が違っていたからだ、と証言した。ウォルシュは数か月前に羊を購入するためにアデレードからクイーンズランド州へ赴いていたが、予定通りクリスマスに戻って来なかったという。警察はウォルシュが遺体と比べて年を取り過ぎていると考えたために懐疑的であった。一方で警察は遺体が木こりと同じ特徴を備えてはいるが、手の状態はこの男性が少なくとも18カ月は木の伐採に従事していないことを示していると述べた。遺体の身元特定に関する意見は次々に否定され、最初に遺体をウォルシュであると断定した人物の1人、エリザベス・トンプソン（Elizabeth Thompson）も、遺体を2度目に見た際に、ウォルシュにあるはずの傷が遺体にないことや脚の大きさから別人であると考えるに至り、証言を撤回した。
1949年2月初めには遺体の身元として8件の候補があり、その中には、ダーウィンの住民2名から出た自分たちの友人であるという証言や、行方不明の駅員、蒸気船の船員であるという証言、あるいはあるスウェーデン人男性である、というものが含まれていた。
一時、遺体は当時寄港中であったSS Cycle号の乗組員、トミー・リード（Tommy Reade）ではないかとも考えられたが、安置所で遺体を見た後に同僚たちは彼ではないと断定した。
1953年11月には警察は、遺体の男性に会ったことがある、あるいは知っているという一般市民から寄せられた情報は251件に上ると発表した。しかし「いくらか価値のある手掛かり」と警察が呼んだのは、男性が着用していた衣服に関するものに限られたままであった。

### H・C・レイノルズ
2011年、アデレード在住のある女性が父親の所持品の中からH・C・レイノルズ（H. C. Reynolds）という人物のIDカードを見つけ、自然人類学者のマチェイ・ヘンネバーグ（Maciej Henneberg）に連絡を取った。カードはアメリカ合衆国が第一次世界大戦中に外国行きの船員に対して発行したものであった。2011年10月、カードはヘンネバーグへ手渡され、カードの写真とソマートン・マンの写真が比較された。ヘンネバーグは鼻や、唇、目に解剖学的な相似点を見つけたが、それらよりも耳の形の非常な相似の方が信頼性が高いと考えた。
両者の耳の形は非常によく似ていたほか、ヘンネバーグ自身が「独特な同定点」（unique identifier）と呼んだ、ほくろの位置と形が両者の写真で一致していたのである。IDカードの番号は58757で、1918年2月28日にアメリカ合衆国でH・C・レイノルズに発行されたものであり、彼の国籍はイギリスで、年齢は18歳とされている。
しかしアメリカ国立公文書記録管理局およびイギリス国立公文書館、オーストラリア戦争記念館による調査では、H・C・レイノルズに関するいかなる記録も発見できなかった。南オーストラリア州警察は現在も本件を捜査しており、新しい情報を求めている。

### カール・ウェッブ
2022年、DNA検査により、1905年生まれのカール・チャールズ・ウェッブなる人物ではないかとの説が発表された。

## 茶色のスーツケース

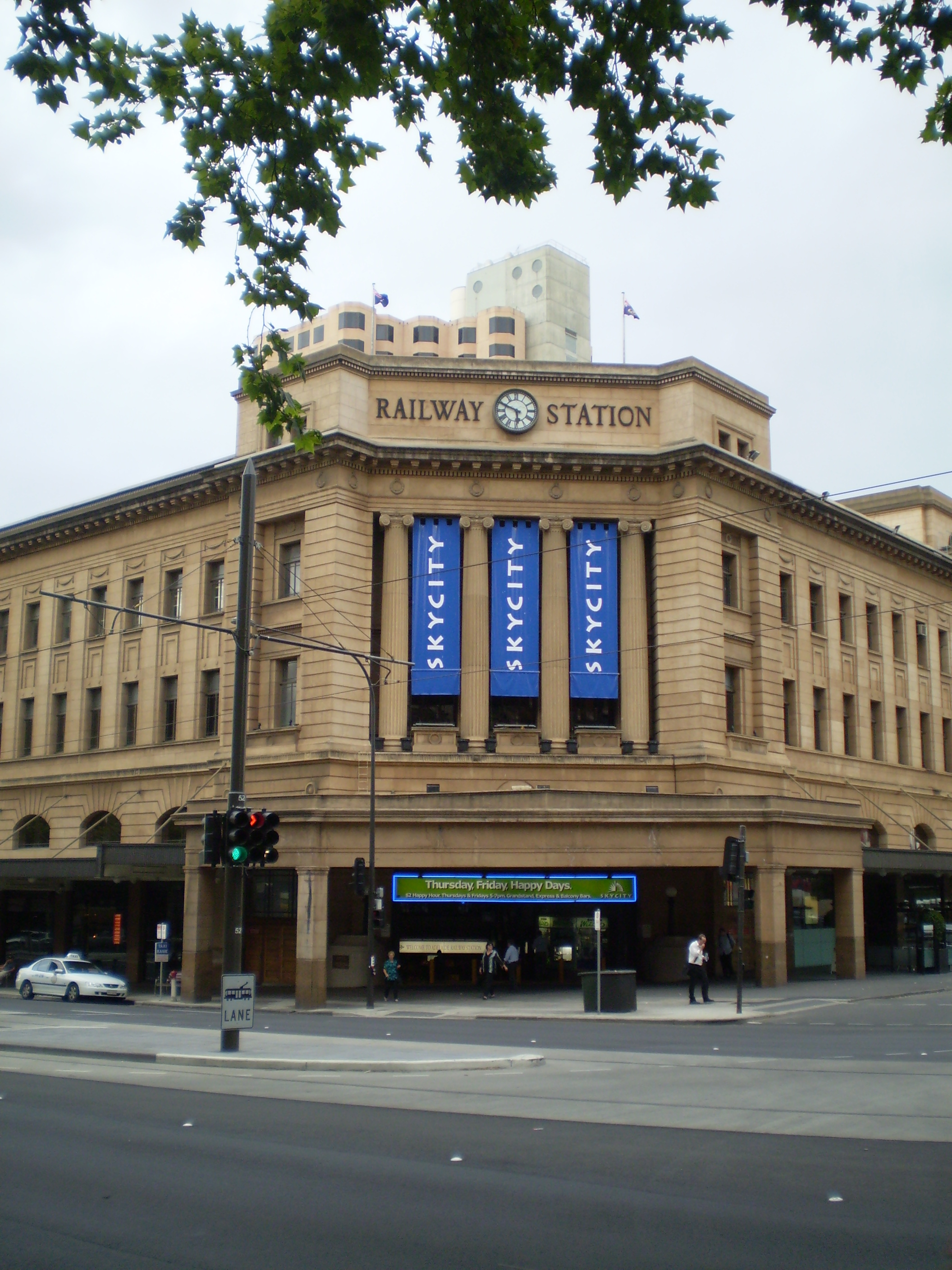
アデレード・メトロのアデレード駅、ここで遺体の男性の所持品と思われる茶色のスーツケースが発見された。

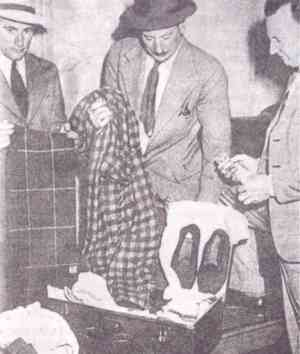
アデレード駅で発見されたスーツケースと中の所持品。左から右に、デーヴ・バレット 刑事、ライオネル・リーン 刑事、レン・ブラウン 刑事。

1949年1月14日、アデレード・メトロのアデレード駅の駅員が、1948年11月30日の午前11時から駅の荷物預かり所に預けたままになっている、荷札の外された茶色のスーツケースを発見し、それは浜辺で発見された遺体の男性の所持品と考えられた。スーツケースの中身は、赤のチェック柄のガウン1着（大きさは7号）、赤のフェルト地のスリッパ1足、下着のパンツ4枚、パジャマ類、鬚そり用具、裾に砂の入った薄茶色のズボン1本、電気技師用のスクリュードライバー1本、短く鋭い形に砥がれたテーブルナイフ1本、先端を尖らせてあるハサミ1本、商船のコンテナの表示に使われるタイプのステンシルテンプレート用の刷毛1本であった。
またスーツケースには他にもイギリスの衣料メーカー、バブアー社製のオレンジ色のワックス仕上げされた糸の糸巻き台紙も入っていた。これはオーストラリアでは流通していない「珍しいタイプ」のものであっただけでなく、遺体が着用していたズボンの裏地の修繕に使用された糸と同じものであった。衣類から身元を判別できるようなものは取り除かれていたが、警察はネクタイに「T・キーン」（T. Keane）という名前が入っているのを発見したほか、洗濯袋に「Keane」、そしてベストにも「Kean」（最後の e が欠けている）と名前が入っていること、さらに1171/7、4393/7、および3053/7と書かれたドライクリーニングのタグを発見した。警察は、衣類からタグ類を取り去った何者かはこれら3点の名前を見逃したか、あるいは遺体の男性の名前が「キーン」ではないことを知っていて故意に「キーン」の名前を残したかのどちらかであると考えた。また「キーン」の名前は他のタグとは異なり、衣類を損なわずには取り外せないものであることも指摘された。捜査の結果、英語圏内のどの国にも「T・キーン」という名前の行方不明者はいないと結論づけられた。
ドライクリーニングのタグも国中に情報が流れた。ビクトリア州から捜査に派遣されていた刑事たちは当初、メルボルンのドライクリーニング業者が使用しているドライクリーニングのタグとの類似を理由に、男性は同州の出身者ではないかと考えていた。ビクトリア州で男性の写真が公開されると、28人から男性の身元について情報が寄せられたが、同州の捜査員たちはその全ての情報を否定し、「他の捜査の結果から」遺体が同州の出身者である可能性は低いと見られる、と述べた。スーツケースから回収されたコートには、アメリカにしかない機械で縫われたと思しきガセット（あて布）や、フェザースティッチ（枝模様の刺繍）があった。コートは大量生産品であったが、持ち主がそれらを完成前に当てがったと見られたことから、コートは輸入されたものではなく、男性にはアメリカ滞在歴があるか、アメリカ滞在歴がある体格の似た別の者から男性が購入したものと思われた。
警察は到着列車の記録を調べ、男性はメルボルンか、シドニー、あるいはポートオーガスタのいずれかから、夜行列車に乗ってやって来たと考えた。警察はさらに、男性は到着後にキング・ウィリアム通りにある駅近くの市営浴場でシャワーを浴び、鬚を剃った後に再び駅に戻り、午前10時50分発のヘンリー・ビーチ行き列車の乗車券を購入したが、何らかの理由で列車に乗車しなかったと推測した。市営浴場から戻ると、男性は自分のスーツケースを駅の荷物預かり所に預け、グレネルグ行きのバスに乗ったと見られる。この事件を研究しているアデレード大学のデレク・アボット教授（後述のアボット教授による調査も参照）は、男性が列車の乗車券を買ったのはシャワーを浴びる前であったと考えている。その日、男性は乗車券を購入した後に駅構内の浴場が閉鎖されていることに気づき、近くの市営浴場へシャワーを浴びに行ったのだとすると、再び駅に戻るまでに30分ほどかかることになる。そのため男性はヘンリー・ビーチ行きの列車に乗り損い、次に出発するバスを使ったのではないかと考えたのである。

## 陪審
検視官トーマス・アースカイン・クレランド（Thomas Erskine Cleland）らによる死因究明の陪審は、遺体発見の数日後には開始されたが、1949年6月17日まで休審となった。調査を担当していた病理学者ジョン・バートン・クレランドは、遺体を再検査して多くの発見をした。クレランドは男性の靴が驚くほどきれいで、グレネルグ周辺を終日うろついた者が履いていたような状態にはなく、最近磨かれたばかりのようであると指摘した。さらにこのことは、男性が死後にソマートン海岸に運ばれたと推理すると辻褄が合い、毒物の主要な症状であるおう吐や痙攣の痕跡が遺体にないことの説明にもなると付け加えている。
クレランド検視官は、遺体発見前夜に男性を目撃した者が誰一人として翌朝発見された遺体と同一人物であると断定できなかったことから、男性はどこかほかの場所で死亡した後に発見場所に投げ捨てられた可能性があると指摘した。目撃者たちが前夜に見た人物と遺体を「確かに同じ人物」であると信じたのは、遺体が発見された場所と前夜にその人物を目撃した場所が同じであったこと、そして同じ特徴的な格好で横たわっていたことに基づく単なる推測であったと、クレランド検視官は強調している。クレランド検視官も遺体の身元に関する証拠は何も発見できなかった。
アデレード大学の生理学と薬理学の教授、セドリック・スタントン・ヒックス（Cedric Stanton Hicks）は、同じグループに属する薬物の内、彼が「number 1」と呼んだ薬物とその変異体「number 2」が、比較的少量の経口摂取量でも特に有毒であり、最初の陪審でそれらの薬物の可能性が疑われたとして、検出して特定することは不可能とまでは言えないとしても、極めて難しかっただろうと証言した。その2種類の薬物の名称を教授が記したメモは、検視官に証拠物件C.18として提出された。これらの薬物名は当時、薬局で特に購入が必要な理由を申告せずとも「普通の個人がとても簡単に入手できる」ものであったため、1980年代になるまで一般には公表されなかった。現在では「number 1」がジギタリス、「number 2」がウアバイン であることが明らかになっており、ともにカルデノリド系の強心配糖体である。またヒックス教授は、服毒を唯一裏付けられ、遺体にないものはおう吐物であり、それがないと「率直な結論」を出せないとも述べている。ヒックス教授は、もし男性が動いているところを目撃されてから7時間後（死亡推定時刻の午前2時頃）に死亡したのであれば、午後7時に目撃された男性の動きは、毒物の大量摂取により死亡する前の、最後の痙攣であったかもしれないと指摘している。
陪審の最初の頃にクレランドは「私は、男性は毒物により死亡したのであり、その毒物はおそらくグルコシドであること、そしてその摂取は事故ではないことをほぼ突き止めた。しかし、摂取が男性自身によるものか、他の人間によるものかは分からない」と述べている。これらの発見にもかかわらず、クレランドはソマートン・マンの死因を決定できなかった。
ソマートン・マンの身元、死因の特定がほとんど成功しないため、当局は事件を「前代未聞の謎」と呼ぶようになり、男性の死因が明らかになることは今後もないのではないかと考えた。
陪審が終わると、男性の頭部から胸部にかけてが石膏で型取りされ、胸像が製作された。

## ウマル・ハイヤームの『ルバイヤート』

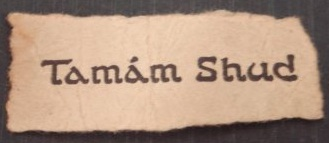
遺体の隠しポケットから発見された紙片。特徴的なフォントが印字されているが、これはウマル・ハイヤームの『ルバイヤート』の希少なニュージーランド版の最終頁から破りとられたもの。

陪審が開かれていたのと同じ頃、遺体のズボンのポケットの奥に縫い付けられていた隠しポケットから、"Tamam Shud" と印字された小さな巻紙が発見されていた。文字の翻訳のために公共図書館から司書が招聘され、ウマル・ハイヤームの詩集、『ルバイヤート』の最終頁から破り取られたものであり、「終わった」あるいは「済んだ」という意味であることが判明した。紙片の裏面は白紙のままだった。警察はオーストラリア国内中を捜索し、似たような白紙の裏面がある同書の版本を見つけ出そうとした。紙片の写真が各州の警察に送付されたほか、一般にも公開されたことにより、ある男性がエドワード・フィッツジェラルドによる1859年の英訳『The Rubaiyat』で、1941年にニュージーランドで出版された版本を警察に届け出た。この版本は、遺体が発見された頃、その男性がグレネルグのジェッティー通りにドアを施錠せずに車を駐車した際に、何者かによって後部座席に置かれたものであった。男性はその本と事件が関係あるとは知らなかったが、前日の新聞を見て関連に気づいた。この男性の身元や職業については本人が匿名を希望したため公開されていない。
本が車内で発見された正確な時間については不明な点も残っている。本の発見が遺体発見の1週間から2週間前であると報じた新聞もあれば、元刑事のゲリー・フェルタス（Gerry Feltus）のように、本の発見は「遺体がソマートンの浜辺で発見された直後である」と報告する者もいた。預けられたスーツケースから、遺体の男性がアデレードにやって来たのは浜辺で発見された前日だったと仮定すると、本が発見された時間は重要な意味を持つ。もし本の発見が遺体発見の1週間から2週間前であると、その頃には遺体の男性はすでにアデレードにいて、一定期間滞在していたとも考えられるからである。
四行詩集『ルバイヤート』は、人間は心行くまで人生を生き、死に際しては後悔のないようすべきである、というのが主題である。詩の内容から、警察は他に証拠がないにもかかわらず、男性が服毒自殺したと仮説を立てた。発見された本は最終頁の "Tamam Shud" の文字が破り取られており裏面も白紙であった。顕微鏡による検査も発見された紙片がその本から破り取られたものであることを示していた。

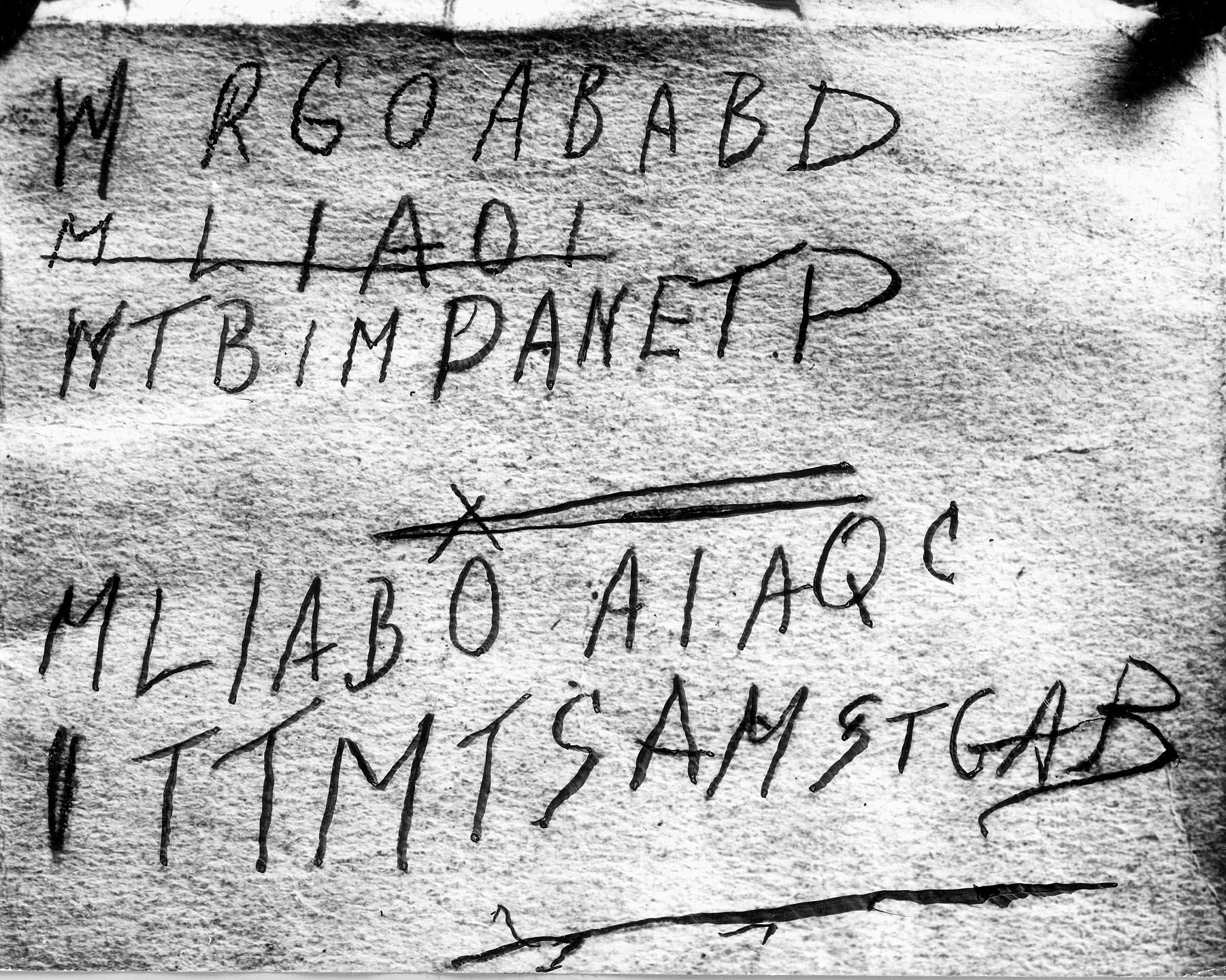
『ルバイヤート』の裏表紙に記されていた鉛筆による手書き文字。文字は何らかの暗号であると考えられている。

本の裏表紙には、アルファベットの大文字が以下のように5行、鉛筆による手書きで記されており、2行目には取消し線、または下線のようなものも書き加えられていた。この2行目は似た文字が並んだ4行目を書き損じたものと見られ、文字列が暗号であることを示す重要な根拠となっている。
WRGOABABD
MLIAOI
WTBIMPANETP
MLIABOAIAQC
ITTMTSAMSTGAB
最初の行と3行目の書き出しの文字は「M」なのか「W」なのか判別しづらいが、4行目の「M」と形が違うことから「W」に違いないと考えられている。また2行目の最後の文字は「L」にも見えるが、よく観察すると「I」であり、実際には取消し線、または下線により「L」のように見えているだけであり、他の部分の「L」は下の線が丸く湾曲していることが分かる。また4行目の「O」の上に「X」のような印も見えるが、これが文字列の一部なのかは分っていない。文字列は暗号と考えられる以前は外国語であると考えられていた。暗号の専門家が解読のために招聘されたが文字列を解読することはできなかった。文字列は1978年にオーストラリア国防省も分析したが、文字数が不充分でパターンを解析できず、精神的動揺から反射的に書かれた無意味なものかもしれないとの見解を示した。国防省はさらに「満足行く答え」を提供するのは不可能であろうとも述べている。
本の裏表紙には電話番号も記されており、グレネルグの遺体発見現場から400メートルほど北のモーズリー通りに住む元看護師のものであることが分かった。その女性の証言では、彼女がその『ルバイヤート』を所有していたのは、シドニーの病院に在勤していた第二次世界大戦中のことであったが、1945年に、オーストラリア陸軍の水上輸送部門に所属するアルフレッド・ボクソール（Alfred Boxall）という名の中尉に、シドニーのクリフトン・ガーデン・ホテルで渡したのだという。
報道されたその女性の証言では、彼女は終戦後にメルボルンに移り、そこで結婚したという。後にその女性はボクソールから手紙を受け取ったが、ボクソールにはもう結婚していると伝えたという。また女性は、1948年に近隣で彼女について尋ね歩く男がいた、とも述べている。女性の結婚後の姓を知らなかったボクソールが、1945年以降に彼女と接触した証拠はない。女性はリーン部長刑事（Detective Sergeant Leane）に、遺体から型取りされた石膏の胸像を見せられていたが、誰であるか断定しなかった。リーン刑事は女性が胸像を見た時の反応を「ほとんど卒倒しそうなほどに完全に驚いた」と記述している。石膏の型取りを行った技師で、女性が胸像を見た現場にも居合わせたポール・ローソン（Paul Lawson）は、2002年のインタビューで女性を「トムソン夫人」（Mrs Thomson）と呼び、その時の様子を「（女性は）胸像を見るとすぐに目をそらし、二度と見ようとしなかった」と述べている。
警察は一時、遺体がボクソールのものであると考えたが、彼が1949年7月にシドニーで健在であり、『ルバイヤート』（1924年にシドニーで刊行された版）を現在も所持していることが判明した。その『ルバイヤート』の最終頁から "Tamam Shud" は破り取られていなかった。当時のボクソールはシドニー近郊のランドウィックのバス停の車両整備部門に勤務しており、自身と遺体の男性との関係について全く心当たりがないと述べている。ボクソールに渡された『ルバイヤート』の表紙に、女性は詩集の中から第70番の詩を書き写していた。
女性は遺体の男性については何も知らず、死亡する前に彼女の住む町にやって来た理由も分からないと述べている。また女性は現在結婚しており、遺体の男性やボクソールとの関係が公になると周囲から嫌がらせを受ける可能性があるとして、自分の名前が記録に残らないよう警察に訴えた。この訴えが認められたため、その後の警察は最も有力な手掛かりの1つがあるにもかかわらず、それについて調べることができないまま捜査を続けることになった。この事件を特集したテレビ番組でボクソールはインタビューを受けている。その中でボクソールが女性の名前を出している箇所は「ジェスティン」（Jestyn）という名前に吹き替えられた。この名前は『ルバイヤート』の表紙に書き写した詩に、女性が添えた署名「JEstyn」から取られたものであるが、番組内で本が映し出される際には署名部分は隠されていた。この名前はおそらく女性の愛称であり、彼女はボクソールに対してもその名前を名乗っていたと思われる。未解決事件を研究している元刑事のゲリー・フェルタスは、2002年に「ジェスティン」にインタビューを行ったが、彼女が「逃げ腰」で「何も話したがらない」のを感じた。女性はまた、彼女の家族が自分と事件の関連について何も知らずにいるため、自身の身元や身元特定につながるいかなる情報も公開しないことを望み、フェルタスもそれに同意した。フェルタスはジェスティンがソマートン・マンが誰なのか知っているものと信じている。ジェスティンは警察に対して結婚していると話しているが、実際には当時未婚であった。警察は彼女の本名を記録に残さなかったため、警察がそのことを把握していたかは不明である。研究者たちが事件の再調査を行い、ジェスティンの足取りを追跡したところ、彼女は2007年に亡くなっていたことが判明した（テレビ番組『60 ミニッツ』参照）。彼女の本名はそれが本の暗号解読の鍵である可能性があることから重要な手がかりと考えられている。フェルタスは2010年の自身の著作において、女性の夫の家族から本名公開の許可を得たと述べているが、彼がその著作に記した名前も家族の関与により偽名となっている。

## 陪審後

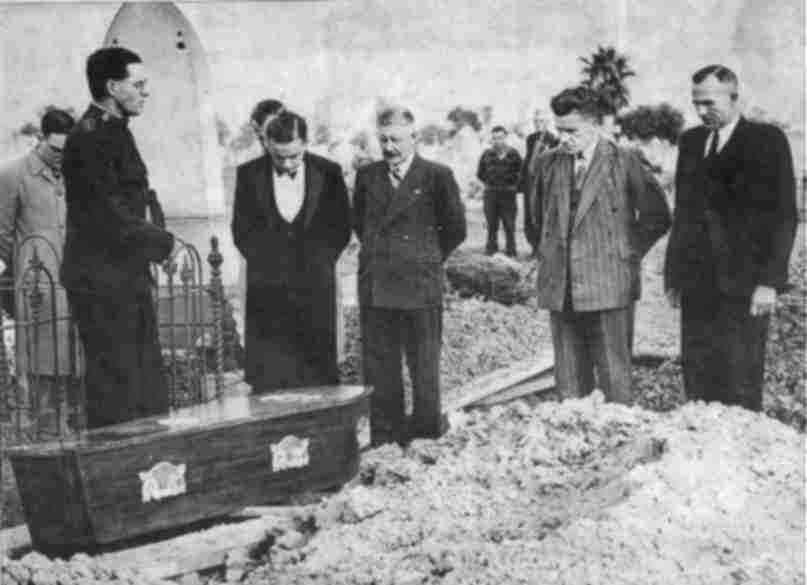
1949年6月14日、ソマートン・マンの埋葬時の様子。救世軍のエム・ウェッブ大将 が祈祷の先導を行い、記者や警察関係者が参列した。写真の人物は左から右に、不明、エム・ウェッブ大将、ローリー・エリオット 、ボブ・ホイッティングトン 、不明、S. C.ブライス 、警察のスキャン・サザーランド部長 、クロード・トレヴェリオン 。

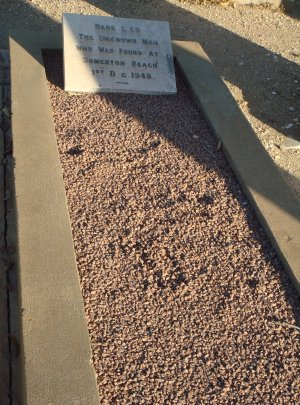
アデレードのウェスト・テラス墓地のソマートン・マンの簡素な墓。埋葬場所は墓地内で「区画3」 (Plan 3) と呼ばれる区画の12番通り106番にある。
この埋葬場所には (借用権の期限切れのため) 、複数の遺体が埋葬されており、ソマートン・マンの埋葬が最も新しいものである。

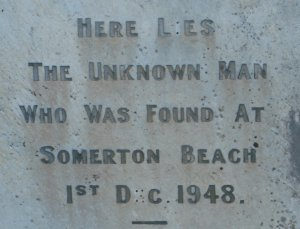
ソマートン・マンの墓石。

1949年に遺体はアデレードのウェスト・テラス墓地（West Terrace Cemetery）に埋葬され、救世軍が葬儀を執り行った。ソマートン・マンが無縁墓地に葬られないよう、南オーストラリア特別観覧席ブックメーカー協会（The South Australian Grandstand Bookmakers Association）が、その費用を負担した。
埋葬から数年後、ソマートン・マンの墓に花が供えられるようになった。警察は墓地を去ろうとしていたある女性を職務質問したが、ソマートン・マンについて何も知らないと答えた。同じ頃、アデレード駅向かいのストラスモア・ホテル（the Strathmore Hotel）の受付係が新たに、ソマートン・マンの死亡と同じ頃に数日間、見慣れぬ男が同ホテルの21号室（または23号室）に宿泊し、1948年11月30日にチェックアウトしていたことを証言した。その受付係は、その部屋を掃除した係が、部屋の中に黒い医療用品入れと皮下注射用の注射器があったのを見つけたとも話している。
1959年11月22日、ニュージーランドのワガパヌイ刑務所の囚人、E・B・コリンズ（E. B. Collins）が、ソマートン・マンの身元を知っていると報じられた。
その後も60年間にわたり、本に書かれていた暗号解読が陸海軍の情報部門や数学者、占星術師、アマチュアの暗号解読者らに何度も試みられたが成功していない。ゲリー・フェルタス元刑事は2004年に、『アドバタイザー』の日曜版に記事を掲載し、文字列最終行の"ITTMTSAMSTGAB" は "It's Time To Move To South Australia Moseley Street..."「そろそろ南オーストラリアのモーズリー通りに行く時だ」という文の単語の頭文字を表しているのではないか、と仮説を発表した（モーズリー通りは元看護師が住んでいた所で、グレネルグの中心の通りである）。コンピューター言語学者のジョン・レーリング（John Rehling）も2014年に分析を行い、文字列が英文の単語の頭文字を表しているという仮説を強く支持した。しかし、多くの文献を調査しても本の文字列に合致するような文例を見つけることができず、これらの文字列は文を略して書かれたものであって暗号ではないため、元の文を解明するのはほとんど無理であろう、と結論づけるに至った。
1978年にオーストラリア放送協会がドキュメンタリー番組のシリーズ「Inside Story」で、「ソマートン海岸の謎」（The Somerton Beach Mystery）という題でこの事件を特集した。その中で元弁護士のジャーナリスト、スチュアート・リトルモア（Stuart Littlemore）が事件を調査し、ボクソールにインタビューを行ったが新しい情報は何も出てこなかった。石膏の型取りを行ったポール・ローソン技士にもインタビューを行ったが、遺体の身元を断定した者がいたかという質問には回答を拒否した。
1994年、ビクトリア州の最高判事で、ビクトリア州法医学研究所（Victorian Institute of Forensic Medicine）の所長、ジョン・ハーバー・フィリップス（John Harber Phillips）は、死因解明のための再調査を行い「ジギタリスによる中毒死であることにほとんど疑いない」と結論づけた。フィリップスは、ジギタリス中毒の症状である内臓の充血があることや、他に自然死であることを示す証拠がないこと、さらに「顕微鏡でも死因の説明となるものが何も見つからないこと」を指摘し、その結論を支持した。男性の死の3か月前である1948年8月16日に、アメリカの財務次官補ハリー・ホワイトが自殺した事件でも、死因は同じくジギタリス中毒と報告されている。ホワイト財務次官補はベノナ計画により、ソビエト連邦のために諜報活動を行っていたと糾弾されていた。
1940年代に事件の捜査を担当していた南オーストラリア州警察元長官、レン・ブラウン（Len Brown）は、男性がワルシャワ条約機構加盟国の出身者であるため、警察では身元を特定できないと考えていたと述べている。
南オーストラリア州警察歴史協会（South Australian Police Historical Society）には石膏像と男性の毛髪の一部が今も残されている。防腐処理に使用されたホルムアルデヒドにより、遺体のDNAの多くが損傷したため、その後の身元特定作業はさらに難しくなってしまった。その他の証拠類も現存していなものが多く、例えば茶色のスーツケースは1986年に破棄されてしまった。また警察の目撃者の証言記録も長い年月の内に散逸してしまっている。

## スパイ説
ソマートン・マンは毒殺されたソビエト連邦のスパイであったという憶測と、それによりボクソールは戦時中に陸軍の諜報員であったという噂が広まった。
1978年のテレビ番組で、インタビュアーが「ボクソールさん、あなたはこの若い女性「ジェスティン」に会う前から陸軍の諜報局で働いていたのでしょう？ そのことを彼女には話さなかったのですか？」と尋ねると「話していません」と答えた。また彼女がそのことを知っていた可能性があるか尋ねられて、「他の誰かが彼女に話していない限りは（知らないはず）」と答えている。さらにスパイ人脈について質問すると、ボクソールはしばらく間を置いた後、「それはまったくメロドラマのような仮説ですね、そう思いませんか？」と述べている。
実際のところボクソールは、第2/1北オーストラリア監視部隊（NAOU ＝ 2/1st North Australia Observer Unit）に、将官が直接指揮する特殊任務を遂行するために設置された第4水上輸送工兵中隊（the 4th Water Transport Company）に所属する技師であった。ボクソールは3か月の間に下級伍長（Lance corporal）から中尉にまで昇進している。

## アボット教授による調査
2009年3月、アデレード大学のデレク・アボット教授らのチームが、暗号解読と遺体を掘り返してDNA検査することにより事件の真相を解明しようと試みた。
この調査により、それまでの警察の事件に対する仮説に疑問点が浮かび上がった。例えば遺留品の中の1つ「ケンジタス」ブランドのタバコ（別名Club）が入った「アーミー・クラブ」のタバコの箱について、警察は当時、安いタバコを買ってより高価なタバコの箱にしまっておくことはよくある習慣であると考えていた（オーストラリアは当時まだ戦時配給制度下だった）。しかし事件当日の官報を調べると「ケンジタス」ブランドのタバコは実際には高価なブランドであり、このことから犠牲者のタバコが毒入りのタバコにすり替えられたという可能性も出てきた（この点についてはそれまで捜査されたことはなかった）。アボット教授はまた、当時のバブアー社のブランドが入った糸を調査し、包装に様々な種類があることを発見した。このことは糸がどの国で購入されたものであるかを特定する手がかりとなるかもしれない。
「暗号」の解読もゼロから再開された。文字の出現頻度からでたらめに書かれたのではないと思われ、でたらめに文字を書く場合にアルコールの影響が書く文字の頻度にどれ程影響するのかも調査された。暗号の形式については、乱数鍵を1回だけ使う形式のアルゴリズムであるという仮説を基に、『ルバイヤート』の詩の形式と同じ四行連であると思われた。コンピューターを使って『ルバイヤート』や『タルムード』、聖書と比較し、文字出現の頻度の統計上の規則を見つけ出そうとした。しかし文字列が短いため、当時発見されたものと同じ版本と比較する必要があった。その版本は既に1960年代に紛失していたため、研究者たちは同じフィッツジェラルドの英訳版を探したが見つけることはできなかった。
調査により1948年と1949年のソマートン・マンの検視報告書も紛失していることが分かった。アデレード大学の図書館に所蔵されているクレランド検視官の記録類にも、この事件に関するものは何も含まれていない。同大学のマチェイ・ヘンネバーグ教授はソマートン・マンの写真の耳の形を調べ、彼の耳の形は上部のくぼみ（cymba）が下部のくぼみ（cavum）より大きいという、白人では人口の1–2%にしかいない珍しいものであることに気づいた。2009年5月、アボット教授が調査を依頼した歯科専門医は、ソマートン・マンには、上下の顎の側切歯が足りない歯数不足症という珍しい先天的異常があったと結論づけた。このような異常を持つ者は全人口の2%しかいないという。2010年6月、アボット教授はジェスティンの息子の写真で、耳と歯がはっきりと写っているものを入手した。写真を見ると、ソマートン・マンと同様に彼の耳の上部のくぼみが下部のものより大きいだけでなく、歯数不足症も有していることが分かった。このような一致が偶然発生する確率は100万分の1から200万分の1と見積もられている。
ジェスティンの息子（1948年当時16か月で2009年に死亡、後述のテレビ番組『60 ミニッツ』参照）は、ボクソール、もしくはソマートン・マンとの間にできた子であるが、ジェスティンは夫との子であると偽っていたのではないか、との推測がメディア上で流れた。この推測を証明、もしくは否定するためにはDNA検査が必要である。アボット教授は遺体を掘り返してDNA中の 常染色体を検査して血縁関係を調べることが、いくつかの候補の中からソマートン・マンの姓を特定するための「パズルの最後のピース」であると考えていた。しかし2011年10月に法務長官のジョン・ローは、「世間一般の好奇心や広範囲な科学的関心以上に、公共の利益にかなう必要性がない」と述べ、遺体の掘り起こしの申請を却下した。
フェルタス元刑事は、その頃になってもいまだにソマートン・マンが行方不明の親族ではないかと訴えるヨーロッパの人々から接触を受けていたという。しかしフェルタスは遺体を掘り起こしてソマートン・マンの家系を見つけ出したとしても、そうした人々の助けにはならないだろうと考えていた。なぜなら「当時は多くの戦争犯罪人が名前を変え、様々な国へ渡っていたから」であるとフェルタスは述べている。
2013年7月、アボット教授は最終的にはソマートン・マンの身元特定につながるだろうと考え、画家によるソマートン・マンの想像上の生前の似顔絵を発表した。「これまで我々は検視写真を発表してきたが、それでは誰かに似ているかどうか分かりにくい」と教授は述べている。
最近の報道によれば、アボット教授は明らかに「ジェスティン」の息子と思われるロビン・トムソン（Robin Thomson）とロマ・イーガン（Roma Egan）（後述のテレビ番組『60 ミニッツ』参照）の娘、レイチェル・イーガン（Rachel Egan）と2010年に結婚した。

## テレビ番組『60 ミニッツ』
2013年11月、「ジェスティン」の家族がナイン・ネットワークで放送されている時事番組『60 ミニッツ』でインタビューに応じた。インタビューに応じたのはプロスパー・トムソンとジェシカ・ハークネスの娘、ケート・トムソン（Kate Thomson）であった。ケートは母ジェシカが当時警察に尋問を受けた女性「ジェスティン」であり、ジェシカがケートに「警察に嘘をついた」と話したという。またケートはジェシカがソマートン・マンが誰か知っており、「警察よりも上層の人間には分っていると話していた」とも語った。父のプロスパーは1995年に死去し、ジェシカも2007年に死去している。ケートはジェシカが移民に英語を教えていた時に共産主義に関心を持つようになり、ロシア語も話せたが、ロシア語をどこで、なぜ習ったのか明かさなかったと指摘し、母と「ソマートン・マン」はともにスパイだったのではないかと推測している。
ケート・トムソンにはロビンという兄がいたが2009年に死去している。ロビンの未亡人ロマ・イーガンと娘のレイチェルも同番組に出演し、ソマートン・マンはロビンの父、つまり自分の祖父ではないかと語った。イーガン家の人々はジョン・ロー法務長官に対し、遺体の掘り起こしとDNA検査の実施を再度申し立てたと報じられている。
アボット教授もイーガン家を支持し、ロー長官に対してDNA検査実施のために遺体を掘り起こすことは、戦死者墓地に埋葬された兵士の身元を特定して家族に引き渡すという、オーストラリア連邦政府の政策に合致すると訴える書簡を送った。一方、ケート・トムソンは兄に対して失礼なことであるとして、遺体の掘り起こしに反対している。

## 時系列
- 1906年4月：アルフレッド・ボクソールがロンドンで生まれる。
- 1912年10月：ジェスティンの後の夫、プロスパー・トムソンがクイーンズランド州中央部で生まれる[85]。
- 1921年：ジェスティンがサウスウェールズ州マリックビルで生まれる[86]。
- 1936年：プロスパー・トムソンがシドニーのブラックタウン（Blacktown）からメルボルンに移住。結婚してメルボルン南東部のメントーン（英語版）に住む[85]。
- 1944年6月：アルフレッド・ボクソールの娘「レスリー」（Lesley）が生まれる[87]。
- 1945年8月：ジェスティンがシドニーのクリフトン・ガーデン・ホテルでの酒席で、外国での任務に赴く直前のアルフレッド・ボクソールに『ルバイヤート』を渡す。
- 1946年10月：ジェスティンがロビン・トムソンを妊娠（通常の妊娠期間からの推定）。
- 1946年終わり：妊娠したジェスティンがメントーンへ移り、一時的に両親の元で暮らす[88]。メントーンはプロスパー・トムソンが10年前に妻と住んでいたメルボルン郊外の町。
- 1947年初め：ジェスティンがアデレード近郊に移住して後の夫の姓、トムソンに改姓。
- 1947年7月：ジェスティンが息子のロビンを出産[88]。
- 1948年1月15日：アルフレッド・ボクソールが最後の任務を終えシドニーに帰還、1948年4月に陸軍を除隊[88]。
- 1948年7月：当時の新聞報道によると「1947年からグレネルグのモーズリー通りで開業している自動車レンタル業者、プロスパー・マクタガート・トムソン (Prosper McTaggart Thomson) が、同年から続く車両売買に関する係争の被告人としてアデレート地方法廷に出廷」[89]。
- 1948年11月30日 午前8時30分から午前10時50分までの間：「ソマートン・マン」が列車でアデレードに到着したと推定される時間。彼は午前10時50分発のヘンリー・ビーチ行き列車の乗車券を買ったが使用しなかった。この乗車券は、その日の午前6時15分から午後2時までの間に、ある駅員が販売した3枚のヘンリー・ビーチ行き列車の乗車券の内、最初に販売されたものである。
- 同じく午前8時30分から午前10時50分までの間：駅の浴場施設が点検のため閉鎖されていた時間。そのためソマートン・マンはキング・ウィリアム通りにある市営浴場に行き、シャワーを浴び、鬚を剃った。最短でも駅から浴場まで歩きで15分程かかるため、午前10時50分発のヘンリー・ビーチ行き列車に間に合わなかったと推測される。
- 同日午前11時00分から午前11時15分までの間：茶色のスーツケースが駅の荷物預かり所に預けられる。
- 同午前11時15分より後：ソマートン・マンが、アデレード駅向かいの北テラス通り（アデレード駅向かいのストラスモア・ホテルの前）から 午前11時15分発のバス乗車券を買う。彼が実際にそのバスに乗車したのは、市内の他のバス停からの可能性もあるが、彼の乗車券はその日販売されたそのバスの9枚の乗車券の内6番目に販売されたものであり、スーツケースを預けたと思われる最も早い時刻からバスの出発までは15分しか猶予がなかった（駅の荷物預かり所からバス停までは60メートル離れている）。下車したバス停は不明である。バスは午前11時44分に終点のソマートンに到着したが、捜査ではソマートン・マンが下車したのは「グレネルグ」であったと推定されている[90]。このバス停は、ジェスティンが住んでいたモーズリー通りから北に1km以内の場所に位置し、遺体発見場所からも400 メートル程しか離れていない。
- 同日午後7時.から午後8時までの間：複数の目撃証言。
- 午後10時から午後11時までの間：ソマートン・マンがパスティを食べたと推定される時間。
- 翌12月1日 午前2時：ソマートン・マンの死亡推定時刻。この時刻は、遺体が救急車で搬送されている間に死後硬直の状態から「急いで診断」されたものである。服毒自殺の疑いがあり、毒物は死後硬直の進行に作用することから、午前2時はおそらく不正確な時刻であるものの、正確な死亡時刻の究明は行われなかった。
- 同日午前6時30分：ジョン・ライオンズと2人の乗馬中の男性により遺体が発見される。
- 1949年1月14日 ：アデレード駅で茶色のスーツケース発見。
- 同年6月6日–14日："Tamám Shud" の紙片が遺体の隠しポケットから発見される。
- 同年6月17日及び21日：検視官による陪審[91]。
- 同年7月22日：ある男性が前年11月30日（あるいはそれより1～2週間前）に発見した、暗号の書かれた『ルバイヤート』の本を警察へ届け出る。後に警察は"Tamám Shud" の紙片がこの本から破り取られたことを確認。
- 同年7月26日：本に書かれていた電話番号がグレネルグ在住の女性「ジェスティン」のものであることが判明。女性は石膏の胸像を見せられてもそれがボクソール、あるいは他のいかなる人物であるとも断定しなかった。ポール・ローソン刑事はその日の日記の中で女性の事を「トンプソン夫人（"Mrs Thompson"）」と呼んで、「魅力的な外見」、「とても喜ばれる（ような魅力の程度）」と記述しており、彼女がソマートン・マンと恋愛関係にあった可能性を示唆している。彼女は1948年当時27歳であった。後年のインタビューでローソンは、その日の彼女の様子を評して、とても奇妙であり、ほとんど卒倒しそうであったと述べている[92]。また、現在結婚しているためやボクソールとの関係を夫に知られたくないとして、自分の名前が記録に残らないよう訴えたが、実際には未婚であった。ジェスティンが警察に告げた本名はジェシカ・トムソンで2002年まで明らかにされていなかった[66]。
- 同年7月27日：シドニーの捜査員がアルフレッド・ボクソールの生存を確認。
- 1950年代初め：プロスパー・トムソンの離婚が成立。
- 1950年5月：ジェスティンとプロスパー・トムソンが結婚。
- 1950年代中：『ルバイヤート』の本が紛失。
- 1958年3月14日：検視官による陪審が再開。ジェスティンとボクソールについては言及されなかった。何ら新しい発見もなく終わり無期休審となる[93]。
- 1986年：茶色いスーツケースと内容物が「もう必要ない」として破棄される。
- 1994年：ビクトリア州の最高判事、ジョン・ハーバー・フィリップスが証拠を再検証し、使用された毒物をジギタリスと結論。
- 1995年：ジェスティンの夫、プロスパー死去。
- 同年8月17日：アルフレッド・ボクソール死去。
- 2007年5月：ジェスティン死去。
- 2009年3月：ジェスティンの息子、ロビン死去。

## その他関連が疑われる事件

### マグノソン事件
1949年6月6日、ソマートン海岸の20km北のラーグス・ベイの砂丘の上で、当時2歳のクライヴ・マグノソン（Clive Mangnoson）の遺体が袋に入った状態で見つかった。遺体の横には父親のキース・ウォルドマー・マグノソン（Keith Waldemar Mangnoson）が意識不明の状態で横たわっていた。父親は野ざらしになっていたことによる衰弱状態で苦しんでいる中病院へ搬送された。病院での検査の結果、彼は精神病院へ移送された。
2人は発見の4日前から行方不明になっており、警察はクライヴは発見時、死後24時間は経過していると判断した。2人を発見したのは同地の住人ニール・マクレー（Neil McRae）であり、「2人がいる場所を前夜、夢の中で見た」と主張した。
検視官はクライヴ・マグノソンの死因を特定できなかったが、自然死ではないと判断された。少年の胃の内容物は、さらに詳しく調べるために政府の研究者の元へ送られた。
少年の死後、母親のロマ・マグノソン（Roma Mangnoson）は覆面をした男に脅迫されていたと報告した。彼女は「アデレード北部の郊外ラーグズ・ノースのチープサイド通りにある自宅前で、おんぼろのクリーム色の車に危うく轢かれそうになり、車が停まると中からカーキ色のハンカチを顔に巻いた男が降りて来て「警察などに近づくな」と告げた」と供述している。さらに、その頃似た外見の男が自宅の近くで誰かを待ち伏せしているのも目撃されている。マグノソン夫人は、この件は夫がソマートン・マンの身元を特定しようとしていたことに関連している、と信じている。夫はソマートン・マンを、南オーストラリア州のマレー川流域の町レンマークで1939年に同僚だったカール・トンプセン（Carl Thompsen）であると信じていた。
同じ頃、ラーグズ進歩協会（the Largs North Progress Association）の秘書、J・M・ガウワー（J. M. Gower）は「もしマグノソンの事件に関与するなら、マグノソン夫人が事故に遭う」という何者かからの脅迫電話を受けていた。またポート・アドレード市長A・H・カーティス（A. H. Curtis）も「マグノソンの事件に鼻を突っ込むと、マグノソン夫人が事故に遭う」という脅迫電話を3回受けていた。警察は「電話自体はいたずらで、発信者はマグノソン夫人を脅した男と同一人物ではないか」と疑った。
警察へ脅迫について供述した後にマグノソン夫人は体調を崩し、病院での治療を求めた。

### マーシャル事件
ソマートン・マンが亡くなる3年前の1945年7月、34歳のシンガポール人、ジョゼフ・サウル・ハイム・マーシャル（Joseph (George) Saul Haim Marshall）の遺体が、シドニー郊外のモスマンのアシュトン公園で見つかった。遺体の胸の上には『ルバイヤート』が開いて置かれていた。死因は服毒自殺と見られた。遺体の胸に置かれていた『ルバイヤート』はロンドンでメシュエンパブリシング発行の第7版と記録されている。しかし、2010年に行われた調査では、同社が発行した『ルバイヤート』は第5版までしかなかった。この矛盾は今も解明されておらず、遺体の上に置かれていた『ルバイヤート』の版本を特定するのは不可能とみられている。マーシャルの検視陪審は1945年8月15日に開かれたが、それから13日後、陪審での証人の1人、グウィネス・ドロシー・グラハム（Gwenneth Dorothy Graham）が自宅の浴槽内で死亡しているのが発見された。手首が切られていたが死因は溺死であった。